# クアトロ・トーレス・ビジネス・エリア

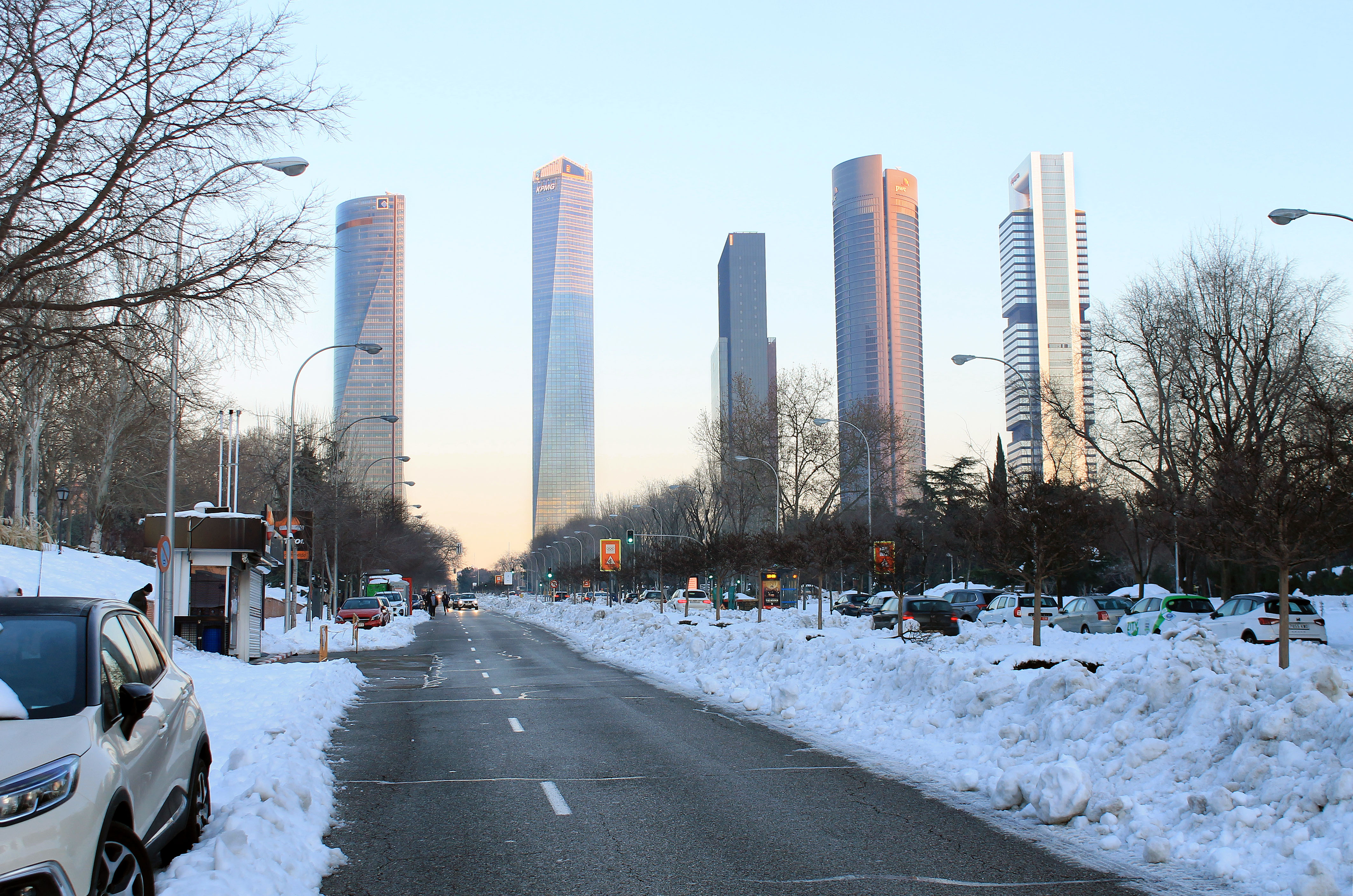
CTBA（2021年）

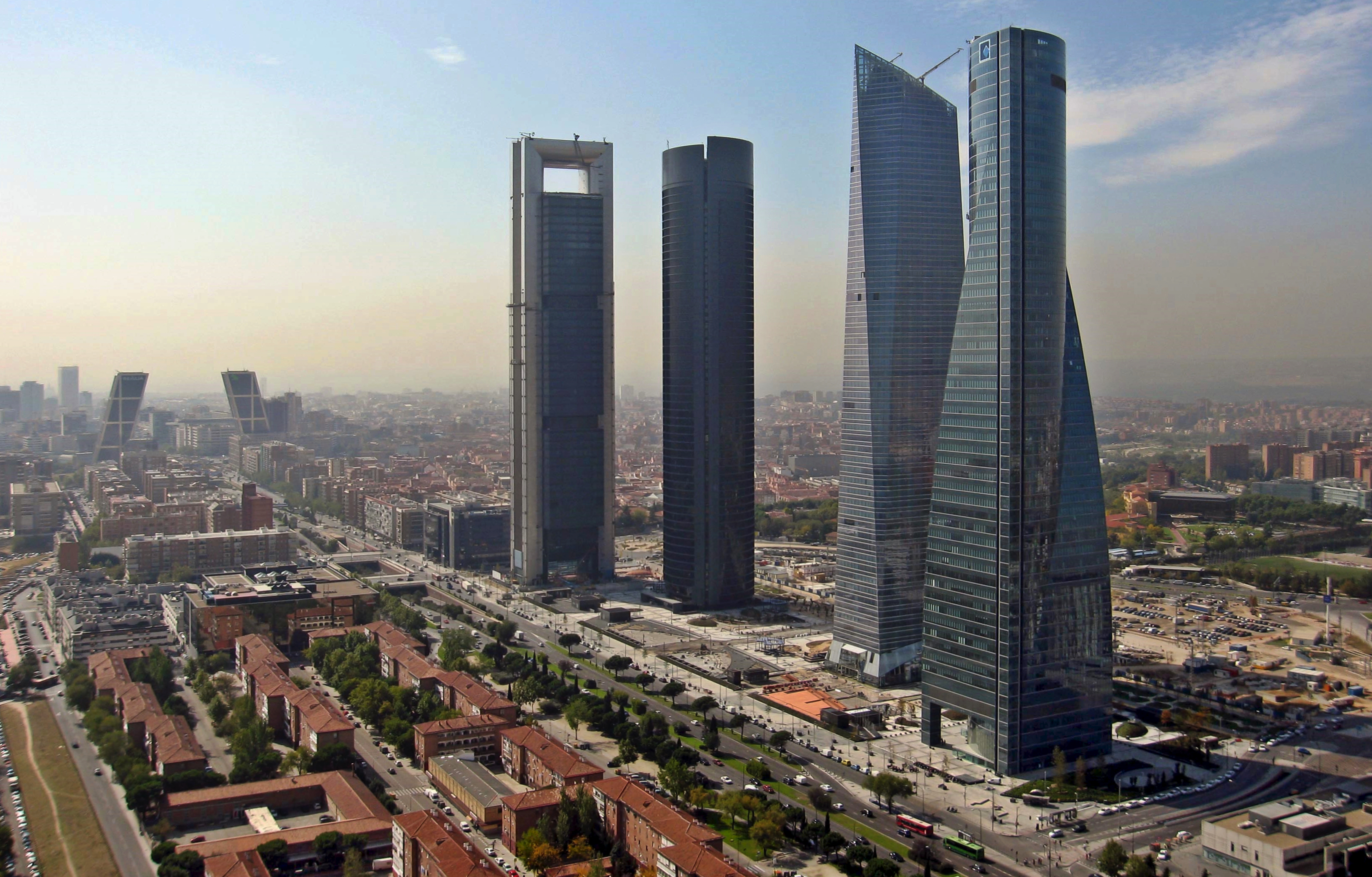
CTBA

クアトロ・トーレス・ビジネス・エリア（クアトロ・トーレス・ブシネス・アレア、スペイン語: Area de negocios Cuatro TorresまたはCuatro Torres Business Area、「四つの塔のビジネスエリア」の意、略称：CTBA）は 、スペインの首都マドリードを貫く大通り・カステジャーナ通り（Paseo de la Castellana）の北端近くにあるビジネス地区。
CTBAはチャマルティン駅の西、カステジャーナ通りの西側のブロックを占め、高さ224mから250mという、スペインでも最も高くヨーロッパでも有数の高さを誇る四本の超高層ビルが南北に並んでいる。北から順に、トーレ・エスパシオ（Torre Espacio, 236m）、トーレ・デ・クリスタル（Torre de Cristal, 249.5m）、トーレ・サシール・バジェエルモーソ（Torre Sacyr Vallehermoso, 236m）、トーレ・カハ・マドリッド（Torre Caja Madrid, 250m）となっている。
CTBAの周囲はマドリード北郊の住宅地で、西にはノルテ公園やベンティージャ公園などの公園が広がる。かつてこの場所には、レアル・マドリードが所有する、サッカー・バスケットボール・テニスなど各種スポーツのトレーニング施設の複合体「シウダ・デポルティーバ」（Ciudad Deportiva）があったが、周囲の開発の進展による地価上昇やクラブの負債の増加から1990年代末には再開発の声が高まり、レアル・マドリードはマドリード市に土地を売却することとなった。開発に対する市議会各政党の賛否など紆余曲折の末、4つの大企業に土地が売却され、それぞれの会社が本社ビルを建てることになった。
2004年からビル建設が始まり、2007年から2008年にかけて四本すべてが竣工し、CTBAはマドリードの新たなビジネス街・観光名所となっている。当初は「マドリード・アレーナ」（Madrid Arena）という名称であったが、各ビルの所有者の協議により、四本の超高層ビルの存在を前面に押し出した現在の名称に変えられた。
2020年には五本目となるビルがスペインの私立大学、IE大学の新キャンパスとしてオープン予定である。

## トーレ・エスパシオ

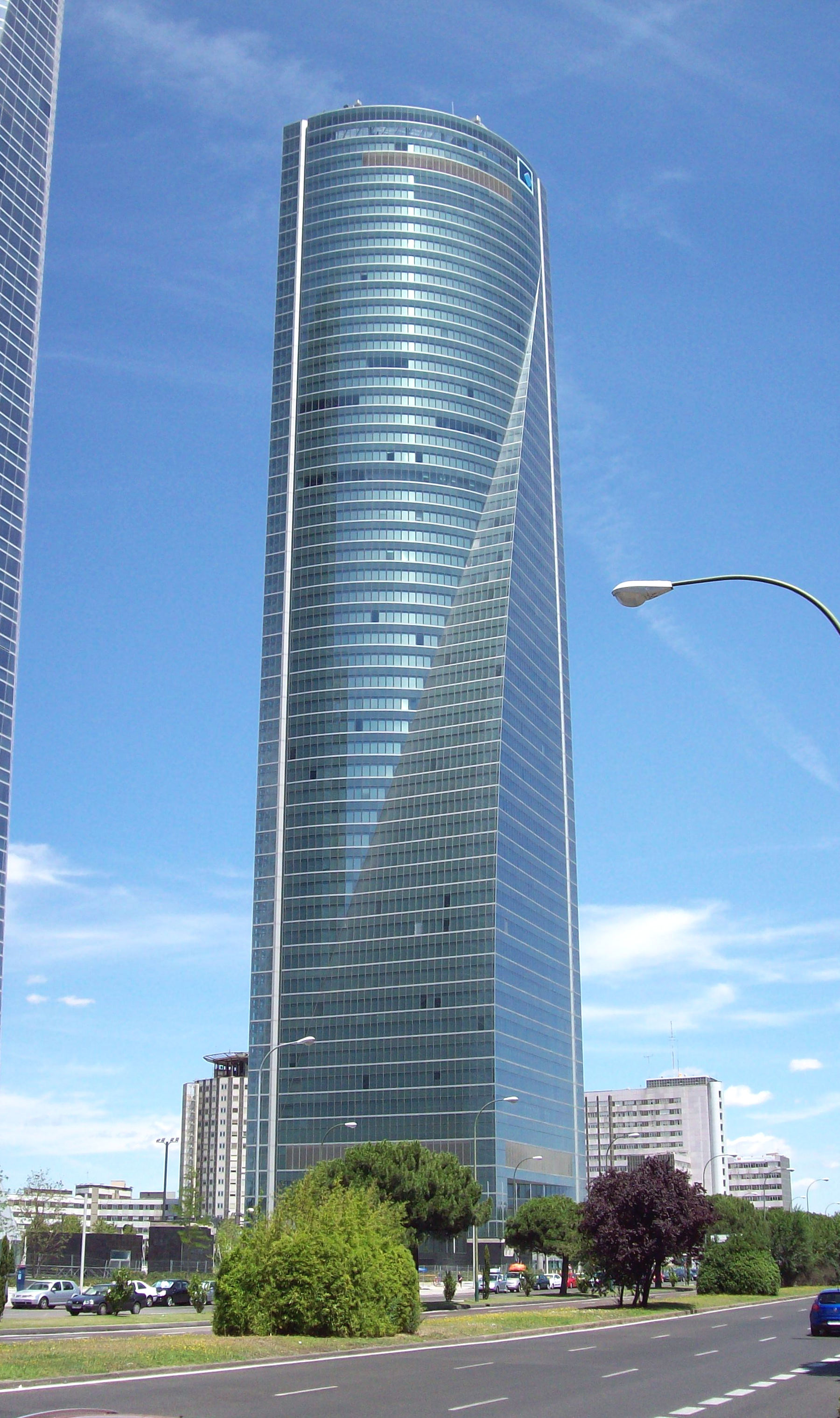
トーレ・エスパシオ

トーレ・エスパシオは、高さ224.5メートル、57階建の超高層ビルである。設計者はイオ・ミン・ペイとパートナーを組み設計事務所 Pei Cobb Freed & Partners を経営するヘンリー・N・コブ。
建設中の2006年11月、それまでスペインで最も高かったベニドルムの超高層リゾートホテル、グラン・ホテル・バリ（Gran Hotel Bali）を抜きスペインで最も高いビルになった。2007年3月19日に棟上げを行い、マドリード市長アルベルト・ルイス・ガジャルドン（Alberto Ruiz Gallardón）らが出席する華やかな式典が開催され、花火で棟上げを祝った。
2015年、フィリピンの中国系ビジネスマンであるアンドリュー・タン率いる企業グループに買収され、「トーレ・エンペラドール」（トーレ・エンペラドール・カステジャーナ、Torre Emperador Castellana）と改名した。

## トーレ・カハ・マドリード

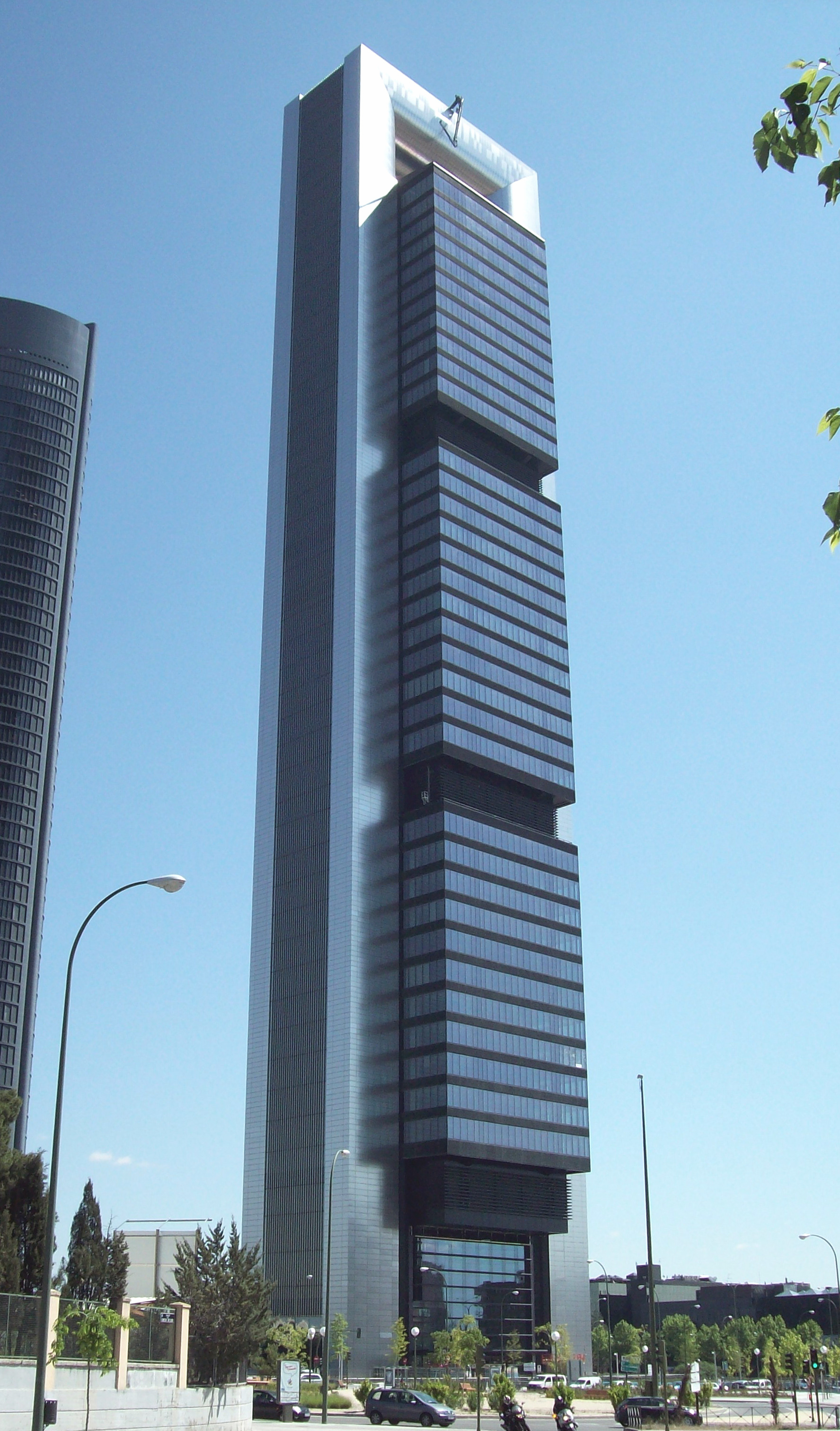
トーレ・カハ・マドリード

トーレ・カハ・マドリードは高さ250メートル、45階建ての超高層ビル。設計者はノーマン・フォスター。
当初はトーレ・レプソル（Torre Repsol）という名であり、石油・ガス大手レプソル YPFの本社ビルとなるはずであったが、建設中に同社は本社の予定地を変更し、スペインの貯蓄銀行（caja de ahorro）大手のカハ・マドリード（Caja Madrid）が2007年8月に8億1500万ユーロでビルを買い取った。ビルは2008年に完成し、CTBAだけでなくスペインでも最も高いビルとなった。

## トーレ・デ・クリスタル

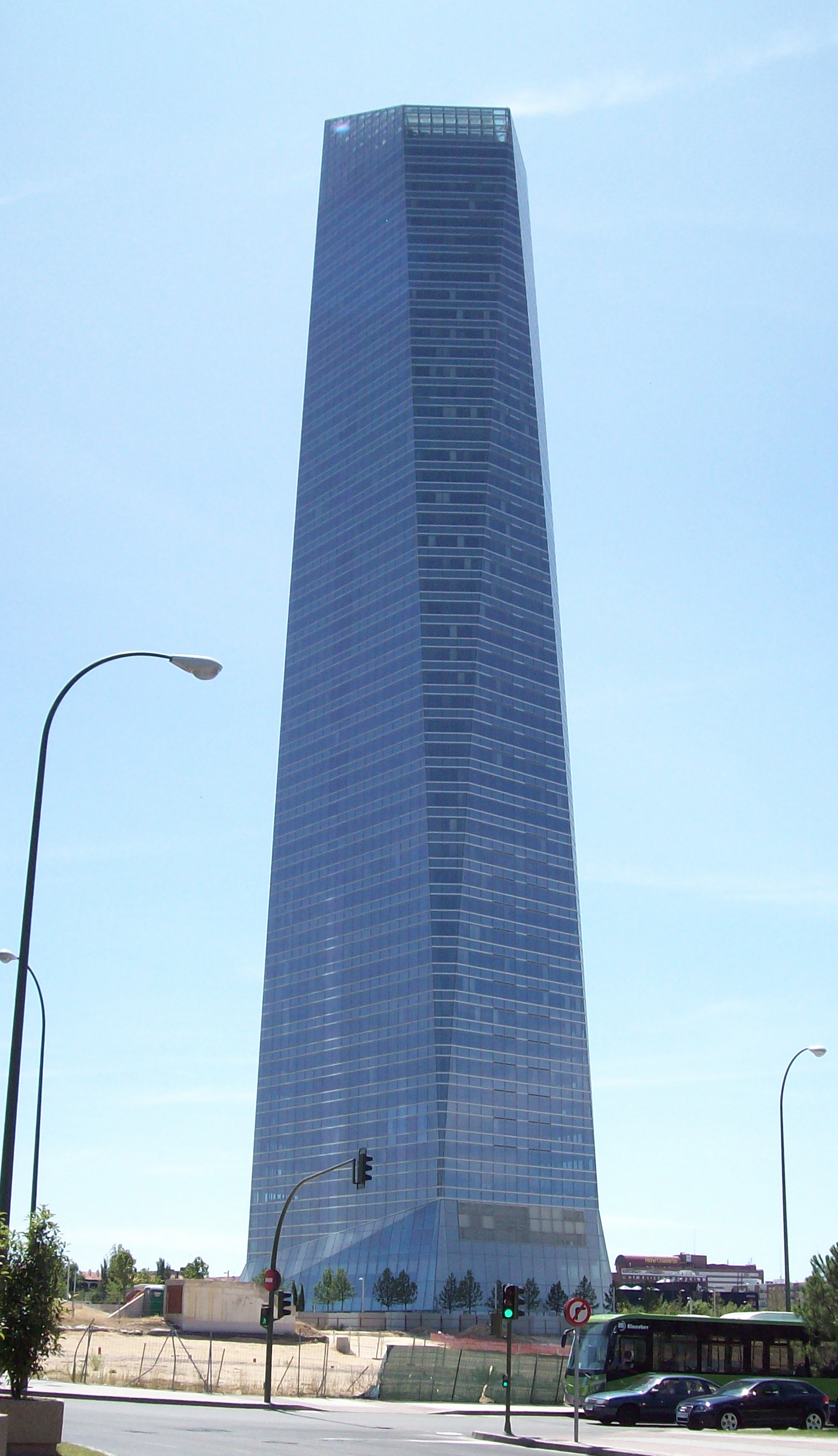
トーレ・デ・クリスタル

トーレ・デ・クリスタルは高さ249.5メートルで、トーレ・カハ・マドリードにわずかに及ばずスペインで2番目に高いビルとなっている。2007年4月、建設中のトーレ・デ・クリスタルはトーレ・エスパシオを抜き、短期間スペイン1高いビルの座に就いた。
設計者はシーザー・ペリ。建設はスペインの土木建設大手、ACSグループの一員であるドラガドス社が手掛けた。

## トーレ・サシール・バジェエルモーソ

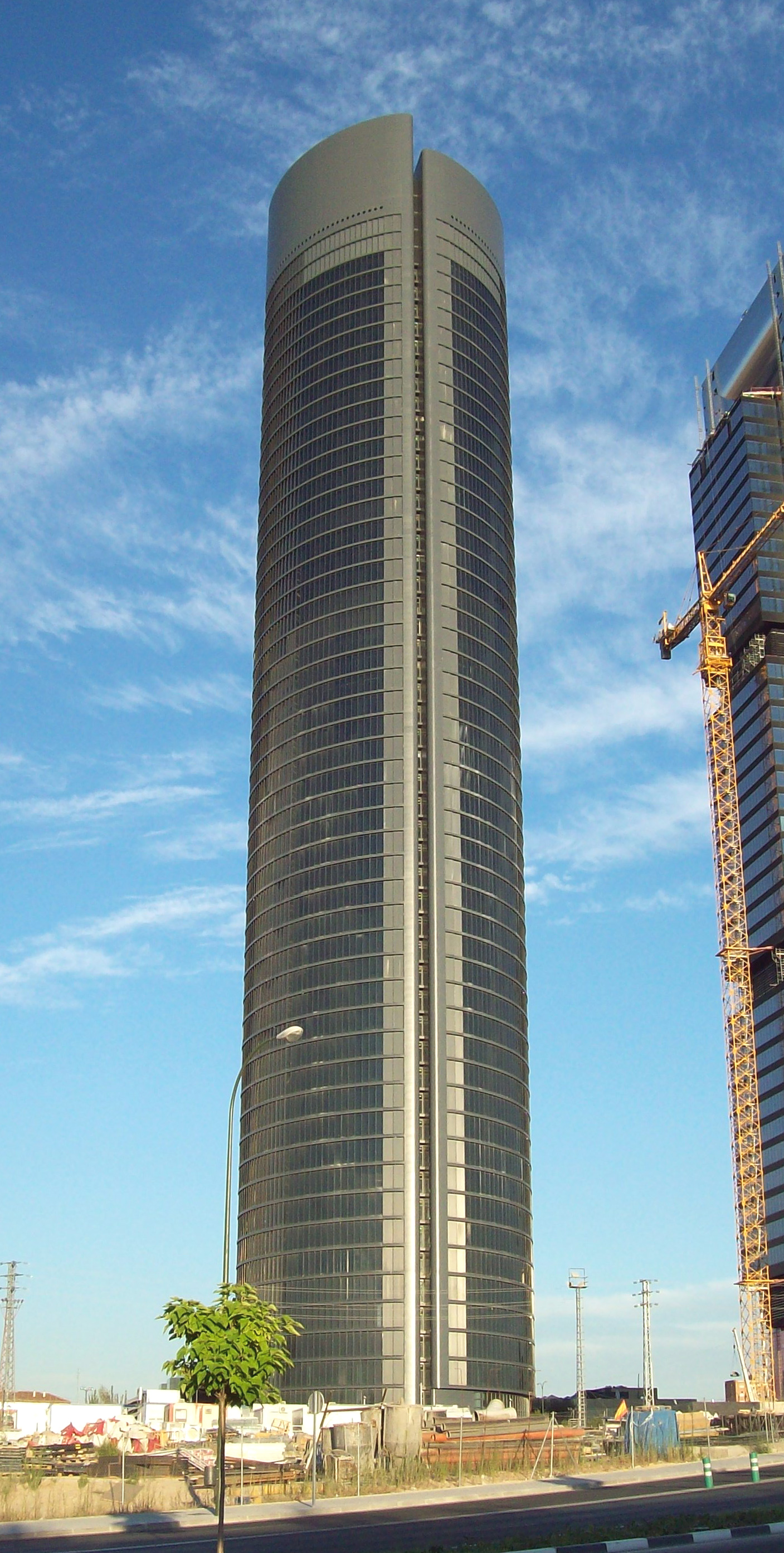
トーレ・サシール・バジェエルモーソ

トーレ・サシール・バジェエルモーソは高さ236メートル、52階建ての超高層ビルである。Carlos Rubio Carvajal と Enrique Álvarez-Sala Walter が設計し、スペインの建設・住宅大手サシール・バジェエルモーソ（Sacyr Vallehermoso）の建設部門、サシールが建設した。2008年に完成した。2011年、空室となっていた高層階にプライスウォーターハウスクーパース（PwC）が入居し、ビル名も「トーレ・PwC」と改名した。

## 関連項目

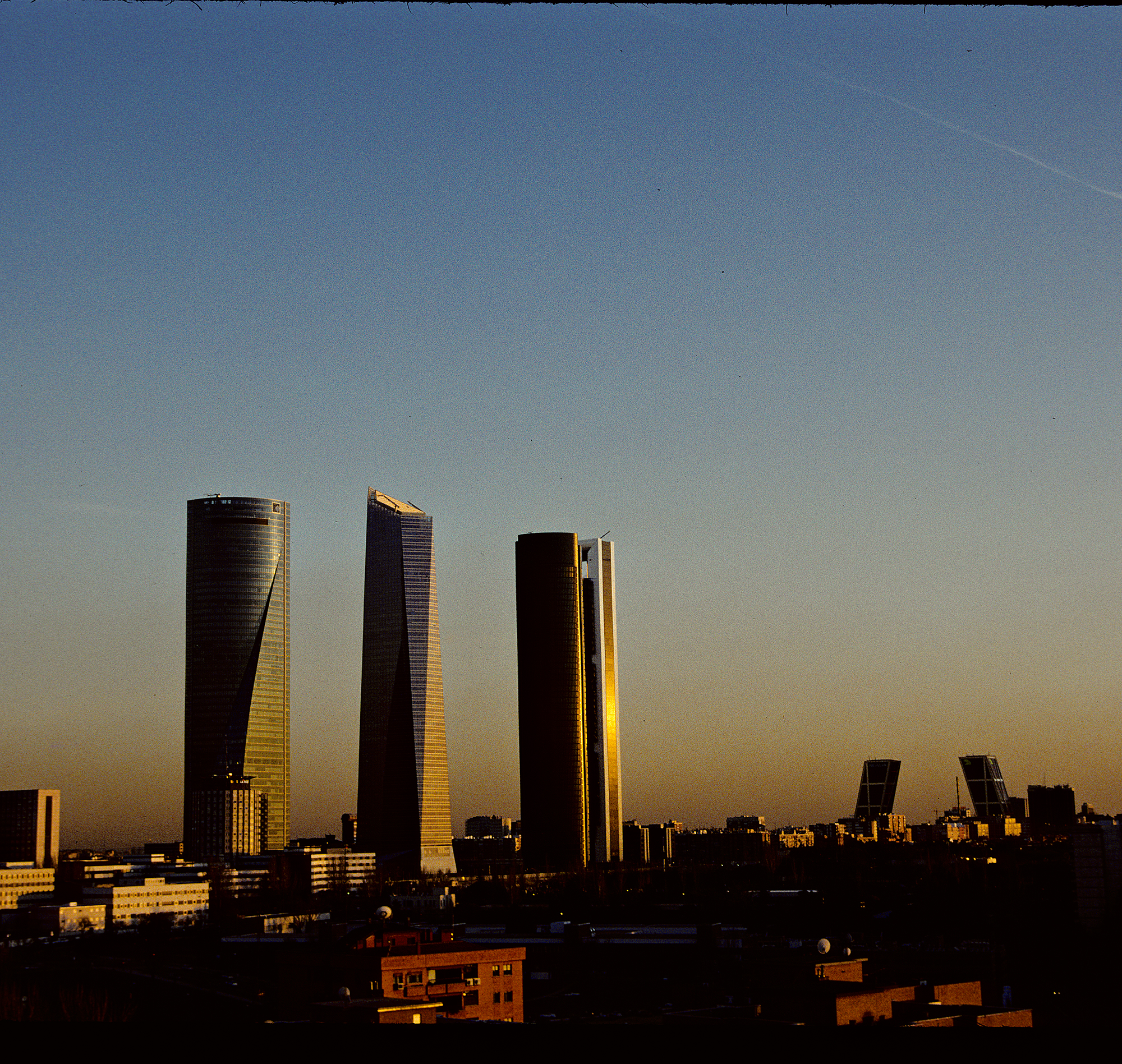
CTBAの夕景。右端にはカステヤーナ通りを挟んで建つプエルタ・デ・エウローパのツインタワーが見える